# Скибовщина (Черниговская область)
Скибовщина (укр. Скибівщина) — бывшее село в Сребнянском районе Черниговской области Украины.
Код КОАТУУ: 7425189002. Почтовый индекс: 17340. Телефонный код: +380 4639.

## История
Решением Черниговского областного совета от 29.03.2013 года село снято с учёта.

## Власть
Орган местного самоуправления — Харитоновский сельский совет. Почтовый адрес: 17340, Черниговская обл., Сребнянский р-н, с. Харитоновка, ул. Первомайская, 21.